# 着氷

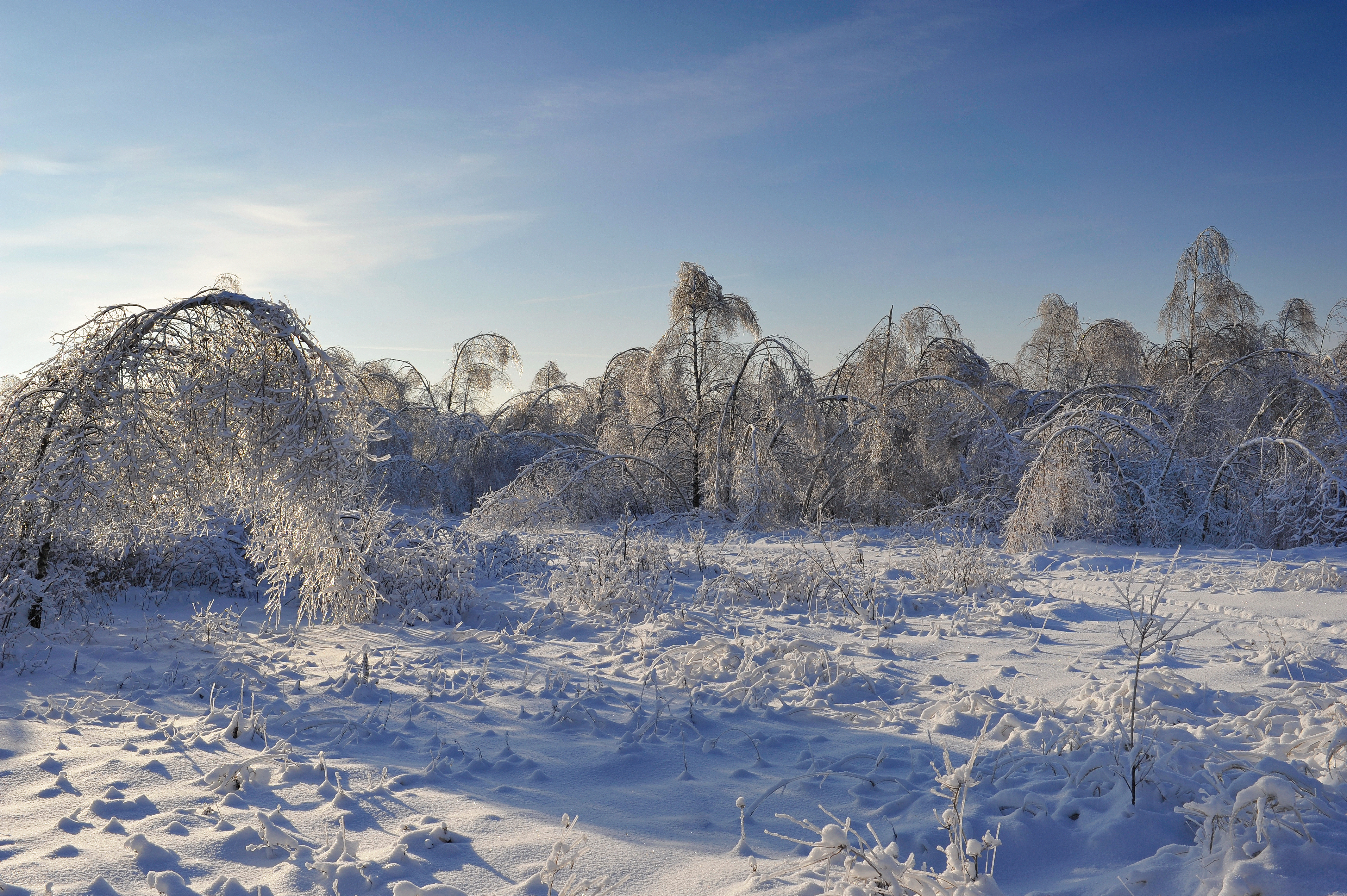
霧氷が付き枝が垂れた木々

着氷（ちゃくひょう、英: icing, ice accretion）は、氷点下の環境で、水滴が物体に付着凍結したり、大気中の水蒸気が物体に昇華したりしてできる氷、およびその現象のこと。
大気中の水から生じるものとして雨氷、粗氷、樹氷、樹霜がある。海や湖で水が物体に凍り付くものもあるが、前者と区別するため船体着氷、凍着やしぶき着氷（しぶき氷）と呼ぶ場合がある。着雪とあわせて着氷雪ともいう。

## 着氷の条件
頻度としては気温0℃から-10℃のときに発生しやすいが、-40℃近い低温でも発生しうる。
着氷の形や性質の違いをつくる因子には気温、風速、雲粒、物体の大きさや形状、物体表面の粗度や材質がある。
気温が低く風速が小さい場合には粒状構造の霧氷となり、気温が低く風速が大きい場合には気泡構造をもつ粗氷となる。気温が0℃付近と高くて風速が大きく、雲水量が多いときには雨氷となる。風速が小さいほど氷の表面は凹凸が著しくなる。

## 大気中の水から生じる着氷の分類
『最新 気象の事典』、気象庁の『気象観測の手引き』、日本雪氷学会の『新版 雪氷辞典』によると以下の通り。
- 霧氷(rime) - 樹氷、粗氷、樹霜の総称。物体に付く層状の氷[8][9]。
  - 樹氷(soft rime) - 過冷却の霧（着氷性の霧）や雲の粒子が物体に吹き付け凍った、白色不透明のもろい氷。薄い針状あるいは尾びれ状・えびの尻尾状の塊が集まっている[8][9][10][6]。
  - 粗氷(hard rime) - 過冷却の霧や雲の粒子が物体に吹き付け凍った、白っぽい半透明あるいは透明に近く、樹氷より硬い氷。表面はやや滑らかで、内部に無数の気泡があり、樹氷のような微細な粒の凝集構造はほとんどみられない[8][9][11][12]。
  - 樹霜(hoarfrost, air hoar) - 空気中の水蒸気が物体表面に昇華した氷の結晶。結晶が目立つが粒が混じることもある[8][9][13][14]。
- 雨氷(glaze) - 過冷却の雨や霧雨が物体に吹き付け凍った、透明で層状の氷。均質で強く付着する。気温が0℃近くのとき生じる[8][7]。

ただし、昇華による樹霜と過冷却水滴による霧氷（樹氷、粗氷、雨氷）として成因により分類する文献もある。
世界気象機関の『国際雲図帳』(2017)では、icingにsoft rime、hard rime、clear ice、glazeの4つを挙げ、rimeはsoft rime、hard rime、clear iceの3つに分類、hoar frostはrimeと異なるものとする。
アメリカ気象学会(AMS)の気象学用語集でも、icingにrimeとglazeの2つを挙げ、soft rime、hard rime、clear iceそれぞれrimeの一種と解説、hoarfrostはicingやrimeと異なるものとする。なお、clear iceは主に航空機着氷に用いる。

## 着氷の影響

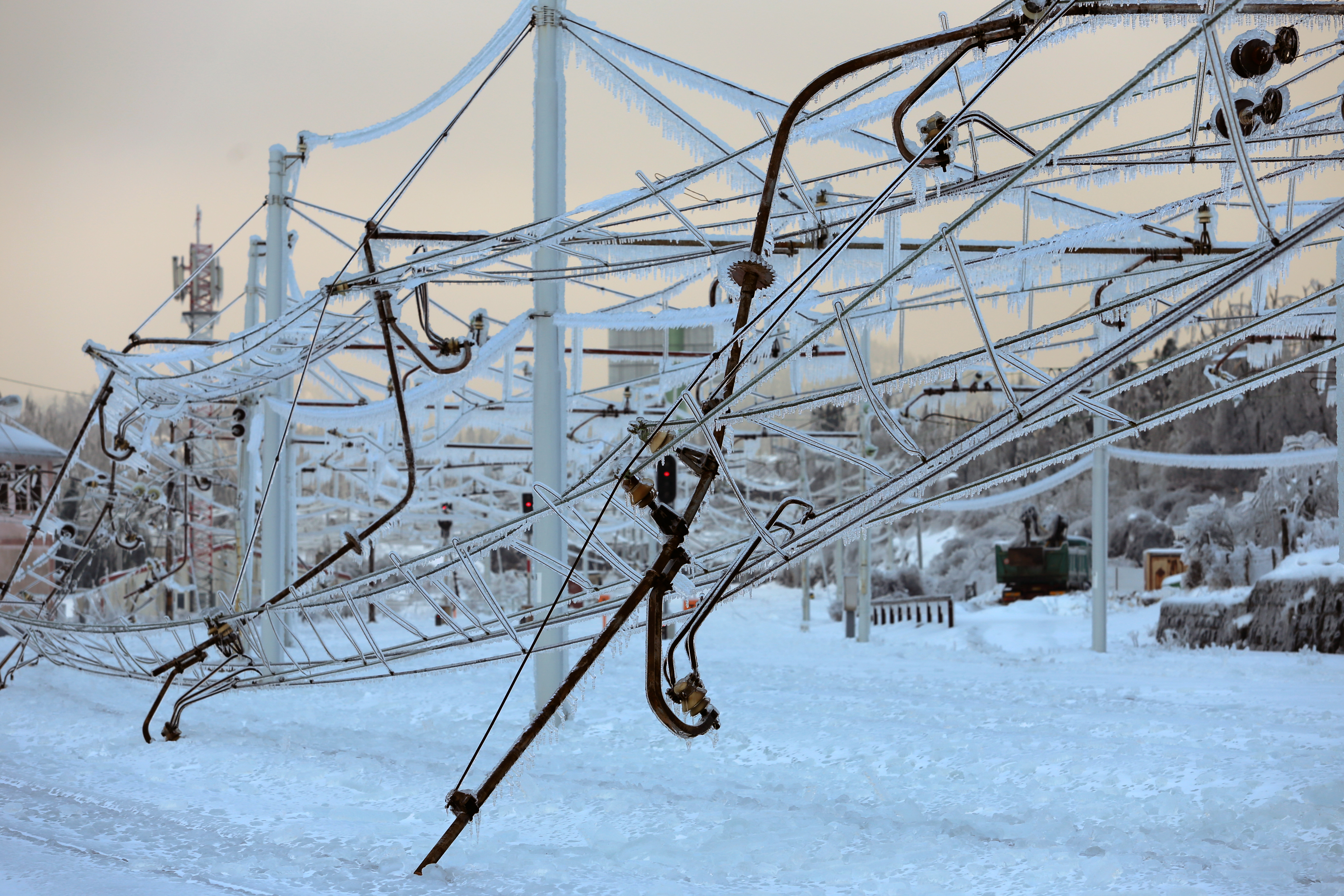
雨氷が付着し垂れ下がった鉄道架線

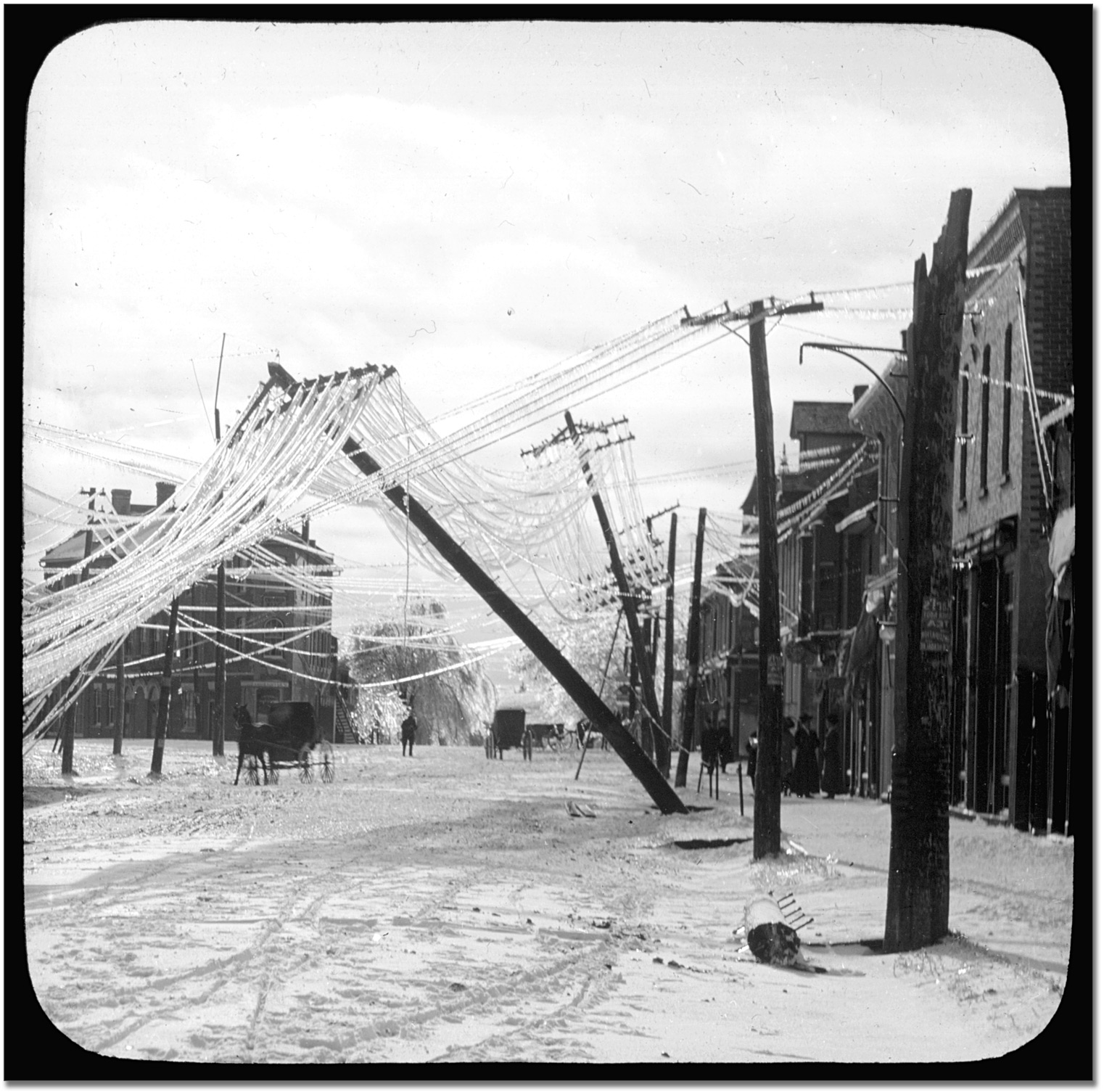
着氷により傾いた電柱

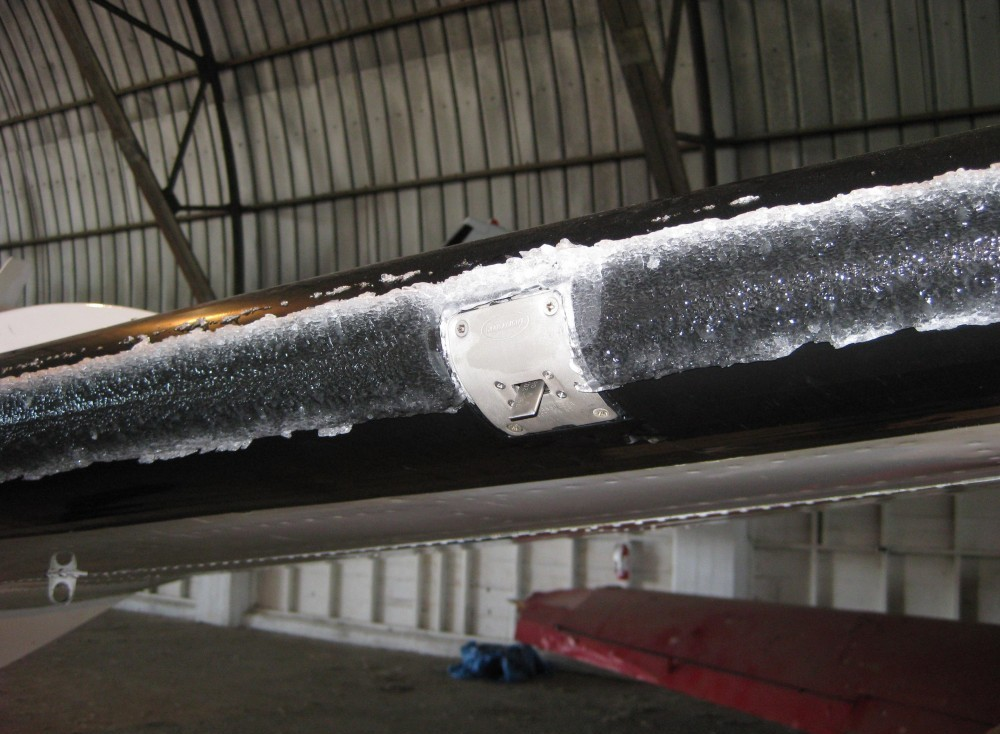
着氷が発生した飛行機の主翼

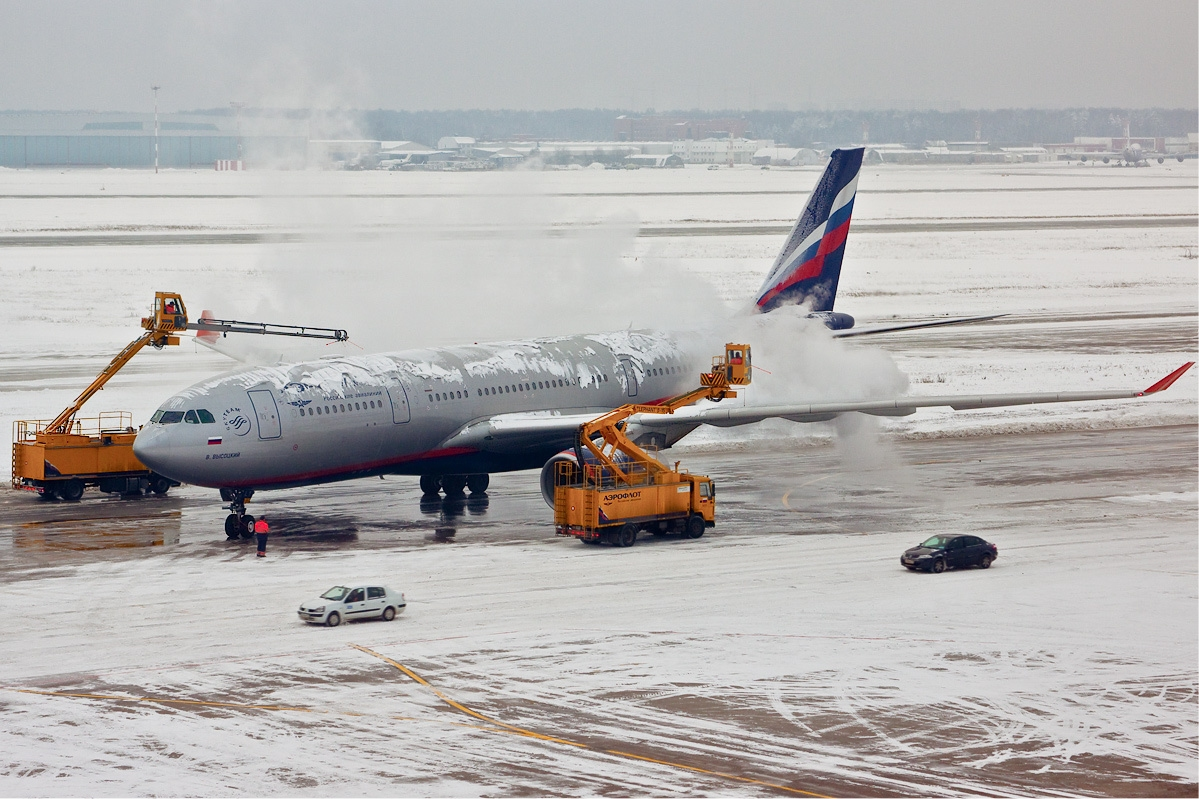
防氷作業が行われている航空機

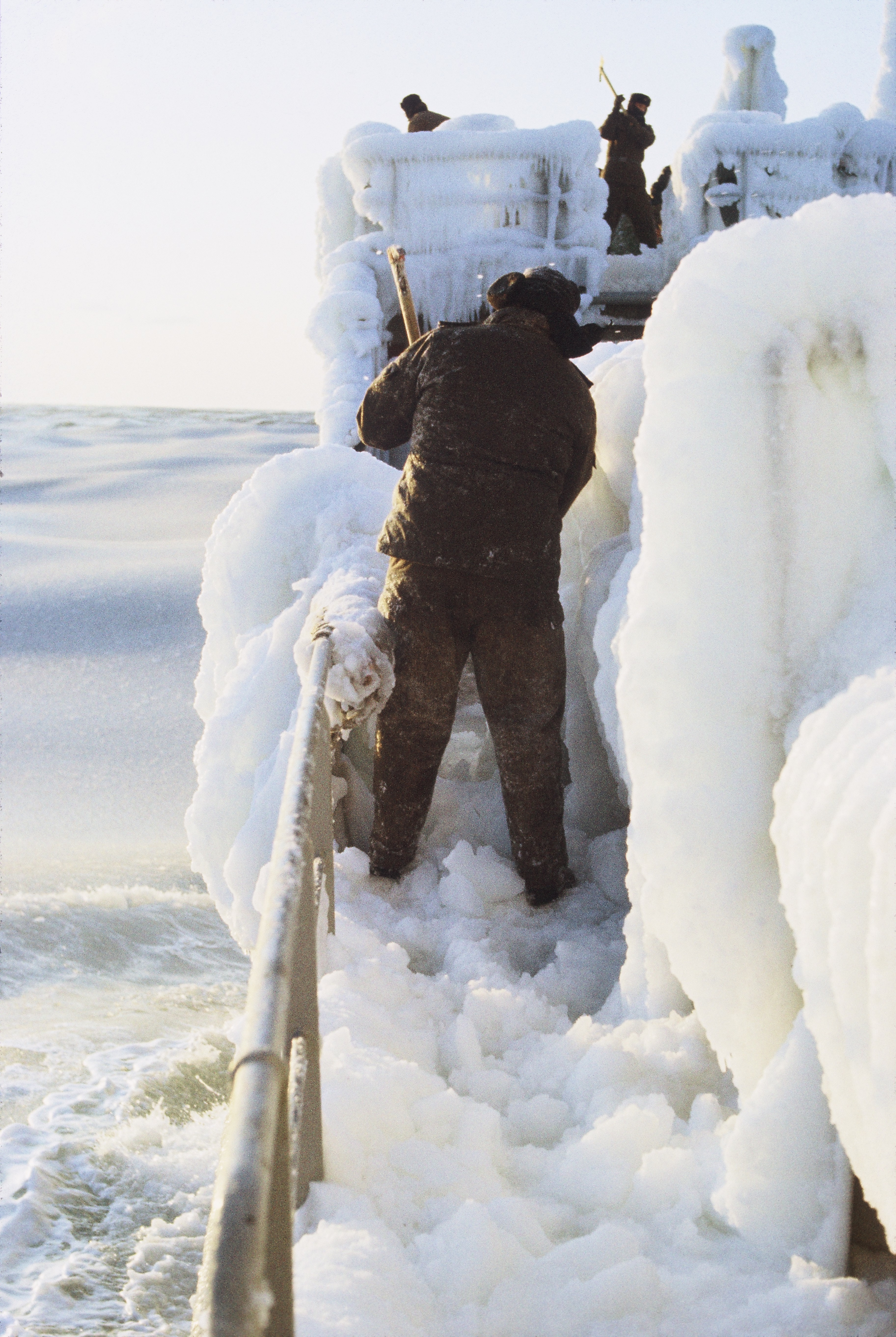
著しい船体着氷と除去のようす

着氷によって生じる生活や産業活動への影響には次のようなものがある。
- 電線への着氷による停電[4]（後述）
- 鉄道の運行障害。主にパンタグラフや車両下部への着氷による[4]。
- 船舶、車両、航空機などへの着氷による事故や障害[4]（後述）

### 電線着氷
電線への着氷は、断線や鉄塔の倒壊、それによる停電を招く場合がある。
湿った着雪と同様に風を受けると激しく振動するギャロッピング現象を起こす。一方で、着雪とは性質が異なる点がある。ある程度以上の強風で発達しなくなる着雪と異なり、着氷は風が強くなるほど急速に発達する。着氷雪した電線を断面で見たとき、着雪は風向に対して斜めに発達するのに対し、着氷は風上方向に水平に発達する。また着雪と異なり発達しても筒状にはなりにくい。
北アメリカでは雨氷型の着氷の頻度が高く、アメリカ（米国電気安全規程(NESC)）やカナダの規格では電線路の荷重条件が雨氷を想定したものとなっている。
日本では、電線着氷などによる被害のおそれがあるとき、気象台は「着氷注意報」を発表する（ただし、北海道では主に船体着氷を対象にしている）。地域により最低気温を基準としていたり、「著しい着氷のおそれのあるとき」としていたりするほか、着氷が少ないため基準を設けていないところもある。

### 航空機着氷
航空機では、雲内の過冷却水滴や過冷却の雨のあるところを飛行するときなどに着氷が発生する。相対的な風向が直角になる面に付着氷が発達する。樹氷、粗氷、雨氷と同じように、航空機着氷でも白色で表面がざらざらした氷（気温およそ-10℃以下）、透明で表面が滑らかな氷（およそ0℃から-10℃）などの付着氷の違いがある。透明で硬い氷は危険度が高い。
数分間の着氷でも大きな影響を生じる。機体への着氷は空力特性を変化（気流を乱れ）させ、揚力を低下させて失速しやすくしたり、飛行性能を低下させて安定性に影響を与えたりする。降着装置（車輪）や動翼が固まったり、エンジン吸気口やピトー管を詰まらせたり、エンジンキャブレターの着氷で出力が低下したり、コックピットの視界不良や通信障害などを招くこともある。またエンジンでは燃料の蒸発に伴う冷却の効果で、湿度が高いときには0℃より数度高い気温でも着氷が生じうる。ヘリコプターでもローターへの着氷は飛行を不安定にする。
対策として、航空機は基本的に離陸前に氷を除去（除氷）する規定があり、薬剤などを用いた防氷も行われる。また氷が付く部位にヒーターや防氷ブーツを備えるものもある。また制度として機体の認証に着氷に関する基準を設ける方法がある。
主な着氷による航空機事故
- エア・フロリダ90便墜落事故
- コムエアー3272便墜落事故
- アメリカン・イーグル4184便墜落事故
- オンタリオ航空1363便墜落事故
- USエアー405便墜落事故
- エールフランス447便墜落事故
- アエロ・カリビアン航空883便墜落事故
- ミャンマー空軍Y-8墜落事故
- SOL航空5428便墜落事故

### 船体着氷
寒冷な海域を航行する船舶では、主に波が砕けたり船体に海水がぶつかって生じる波飛沫が船体に凍り付く。氷の量が過大になると、船の重心が高くなって復原力を減少させ、転覆しやすくなる。
風浪が強いほど、気温が低いほど、また（風向・風速と進行方向・速度の関係による）対船風速が大きいほど、着氷は激しい。海水は塩水のため、ふつう完全には凍結せず表面は常に濡れた状態。
付着した氷は乗組員が掛矢などを使い割って除去するが、激しい着氷は厳寒と大しけに起こるため作業は危険を伴う。着氷を予防するコーティングや加温の技術もあるが費用を要する。
日本では、船体着氷を対象とする海上警報として気象台が出す「海上着氷警報」がある。船体着氷が既に発生しているか、24時間以内に発生が予想されるときに発表される。
なお、海岸の灯台などにも同様の着氷が生じる。特徴として水のかかり方は間欠的で急に厚みを増すことがある。船舶や海岸の物体への着氷は、ふつう粗氷の性質をもつ。